# オレッグ・コトフ

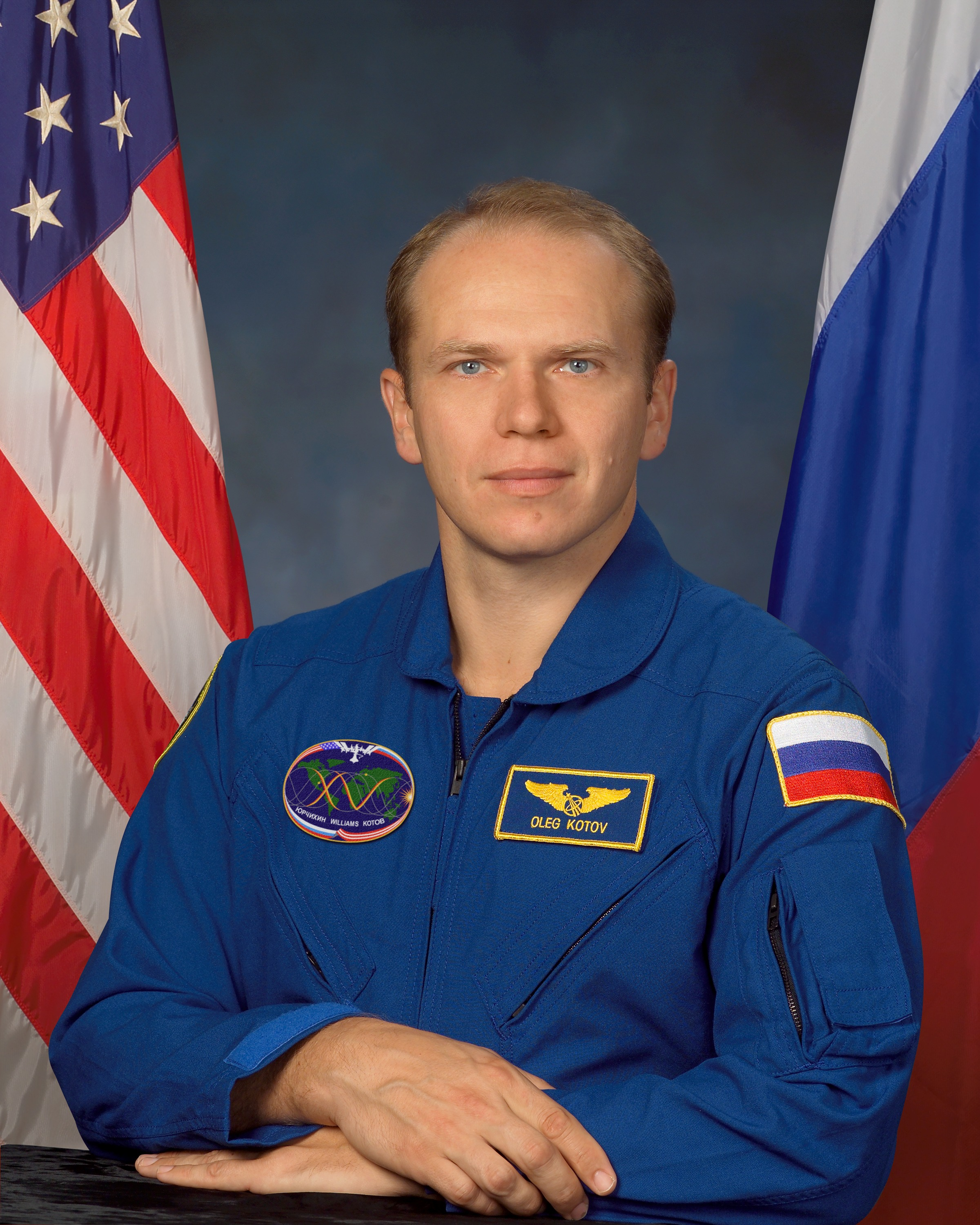
オレッグ・コトフ

オレッグ・コトフ（Oleg Valeriyevich Kotov、ロシア語：Олег Валериевич Котов、1965年10月27日 - ）は、ウクライナ・ソビエト社会主義共和国クリミア州シンフェロポリ生まれの宇宙飛行士である。軍隊での階級は大佐。ロシア連邦英雄を受章している。
彼は1998年3月に宇宙飛行士に認定された。選抜前は航空宇宙医師を務めていた。
国際宇宙ステーション(ISS)の第15次長期滞在のメンバーとして、2007年4月7日にバイコヌール宇宙基地からソユーズTMA-10でフョードル・ユールチキンと宇宙旅行客のチャールズ・シモニーとともにISSを訪問した。
2007年5月30日19時05分（GMT)、コトフはユールチキンとともに、5時間25分に及ぶ初めての船外活動（EVA)を行い、ズヴェズダをスペースデブリから守るための防御力を強化するためのデブリ防護パネルの取り付けを行った。
2009年12月21日、野口宇宙飛行士と共にソユーズTMA-17で再びISSに向けて打ち上げられ、第22次長期滞在のフライトエンジニア、第23次長期滞在の船長を務めた。
2013年9月26日、ソユーズTMA-10Mで再びISSに向かい、第37次長期滞在のフライトエンジニア、第38次長期滞在の船長を務めた。この3回のミッションで、コトフの宇宙滞在日数は計527日5時間、EVAは計6回で作業時間は計36時間51分となった。